# Aleuropteryx vartianorum
Aleuropteryx vartianorum is een insect uit de familie van de dwerggaasvliegen (Coniopterygidae), die tot de orde netvleugeligen (Neuroptera) behoort. 
De wetenschappelijke naam Aleuropteryx vartianorum is voor het eerst geldig gepubliceerd door H. Aspöck & U. Aspöck in 1967.